# Donatella Agostinelli
Donatella Agostinelli (Jesi, 3 aprile 1974) è una politica italiana, parlamentare per il Movimento 5 Stelle dal 2013, prima alla Camera dei deputati poi al Senato della Repubblica.

## Biografia
Nata a Jesi, in provincia di Ancona, ma vive a Monsano.
Si è diplomata al liceo classico Vittorio Emanuele II di Jesi, laureatasi in Giurisprudenza con votazione 110/110 e lode all'Università degli Studi di Camerino, con una tesi in Criminologia dal titolo "Il plagio" sul problema della comunicazione e manipolazione delle coscienze nella società moderna.
Entrata a far parte del gruppo Movimento 5 Stelle di Jesi, impegnandosi nella battaglia contro la riconversione dello zuccherificio Sadam della città in una centrale a biomasse con annessa raffineria di biodiesel.
In vista delle elezioni politiche del 2013, partecipa alle "Parlamentarie" dei 5 Stelle (consultazione online per le candidature al parlamento), dove ottiene 165 preferenze. Candidata per le politiche del 2013 alla Camera dei deputati, tra le liste del Movimento 5 Stelle come capolista nella circoscrizione Marche, dove risulta eletta.
Alle elezioni politiche del 2018 viene candidata nel collegio uninominale di Pesaro al Senato della Repubblica per il Movimento 5 Stelle, dove viene eletta senatrice con il 35,64% dei voti contro il candidato del centro-destra, in quota Lega, Anna Cinzia Bonfrisco (31,75%) e del centro-sinistra, in quota Insieme, Angelo Bonelli (26,24%).
Alle elezioni politiche del 2022 non si ricandida in ottemperanza alla regola - interna ai pentastellati - dei due mandati nelle istituzioni.